# 1982 en santé et médecine
| Années de la santé et de la médecine : 1979 - 1980 - 1981 - 1982 - 1983 - 1984 - 1985    |
| Décennies de la santé et de la médecine : 1950 - 1960 - 1970 - 1980 - 1990 - 2000 - 2010 |

Cet article présente les faits marquants de l'année 1982 en santé et médecine.

## Événements
- 5 mai : accident à la centrale nucléaire de Monticello aux États-Unis, au cours duquel de l'eau radioactive est rejetée dans le Mississippi puis dans le système d'arrivée d'eau de Saint-Paul « sans menace pour la santé publique[1] ».
- 4 octobre : Glenn Gould meurt d'un accident vasculaire cérébral à l'hôpital de Toronto.

## Décès
- 15 mars : Hans Wilhelm Bansi (né en 1899), endocrinologue allemand, spécialiste de la thyroïde.
- 12 septembre : Joseph Berkson (né en 1899), médecin, physicien et statisticien américain.
- 16 octobre : Hans Selye (né en 1907), endocrinologue canadien d'origine autrichienne.
- 16 septembre : Marcel Martiny (né en 1897, médecin français, spécialiste de la biotypologie.

Date inconnue
- Anna Guggenbühl, dite Anna G. (née en 1896), psychiatre, patiente de Freud en 1921[2],[3].
- Henri Nouvion (né en 1900), médecin français.
- Albano Paulo (né en 1906, radiologue et footballeur portugais.